# チャド・ファウスト
チャド・ファウスト（Chad Faust、1980年7月14日 - ）はカナダの俳優・歌手・映画プロデューサー、映画監督・脚本家。俳優としての代表作は『4400 未知からの生還者』（カイル・ボールドウィン役）。

## 人物
ブリティッシュコロンビア州のビクトリア生まれ。現在はカリフォルニア州ロサンゼルスに住んでいる。
ファウストはBang, Bang, You're Deadという高校での銃乱射事件を扱った作品に出演した。
また、イライジャ・ウッド、フランカ・ポテンテ、マンディ・ムーアらと共演した『17歳 体験白書』では、長いマレット・ヘアに安価なサングラス、そしてスパイクのある襟の付いた服といういでたちで出演した。インデペンデント映画だけでなく、CTVのテレビシリーズ「So?」、NBCの「Skate」や「HEROES」、ドリームワークスの「TAKEN」、そしてWBの「Black Sash」「ヤング・スーパーマン」と言ったテレビドラマにゲスト出演してきた。
ジェナ・マローン、マコーレー・カルキン、マンディ・ムーア、パトリック・フュジットと言った若手俳優と、マーティン・ドノヴァンやメアリー＝ルイーズ・パーカーといったベテラン俳優と共演した『セイブド!』では、同性愛を矯正するために"The Mercy House"に送られてしまったキリスト教徒の少年 "Dean Withers"を演じた。
また、2006年の映画「Descent」では、ロザリオ・ドーソンと共演した。
ファウストは今までに6本の短編映画と1本の長編映画の脚本・監督・プロデュースを担当してきた。
デビュー作の成功の陰に生きる作家を描いた長編映画We Ran Nakedは1999年に公開され、当時彼は19歳だった。
新しい脚本Izzy Underwoodは2004年夏の時点ではプロデュースの段階に入っている。
ソロのレコーディングアーティストとして、インディーズレーベルZotzman Musicから2枚のCDを出している。

## 主な出演作
- ルール6 Tamara (2005)
- Nearing Grace (2005)
- セイブド! Saved! (2004)
- スプリング・ガーデンの恋人 Hope Springs (2003)
- 17歳 体験白書 Try Seventeen (2002)(All I Wantとも)
- Descent (2007)

## テレビドラマ
- TAKENTaken (2002) (ミニシリーズ) (カメオ出演、クレジットなし)
- 4400 未知からの生還者The 4400 (2004 - 2007)
- HEROESHeroes (2008)
- CSI NY CSI NY(ゲスト出演)
- ヤング・スーパーマン(ゲスト出演)
- Dr.HOUSE シーズン7 第16話(ゲスト出演)